# Aires Rachadel
Aires Manoel Rachadel (Santo Amaro da Imperatriz, 10 de agosto de 1925 - Nova Trento, 18 de janeiro de 2016), foi um educador e político brasileiro, prefeito do município de Nova Trento.

## Vida política
Começou na política, quando era professor do antigo distrito de Vargedo no fim dos anos 1950. Hoje a localidade é o município de Leoberto Leal, na época pertencente ao município de Nova Trento.
Foi convidado a concorrer a uma vaga na Câmara municipal, pelo PSD nas eleições de 1958. Elegeu-se para o período de 1959 a 1963. Em 1960, candidatou-se a prefeito, vencendo a eleição.
O seu mandato era de 1961 a 1966, mas deixou o cargo em 1965 por motivos políticos, se afastando temporariamente da política e de seu partido. Filiou-se na ARENA em 1966, mas não disputou as eleições daquele ano. Elegeu-se Vereador nas eleições de 1969, recebendo 262 votos. Foi Presidente da Câmara de 1970 a 1973. Reelegeu-se nas eleições de 1972 com 447 votos. Não participou das eleições de 1976.